# Pierre-Firmin Martin

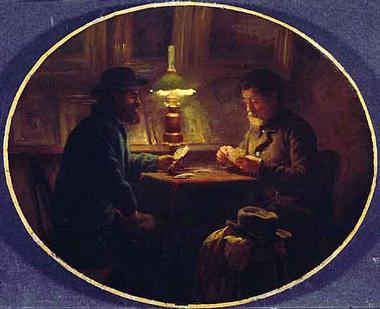
Card Game at "le Père Martin", Adolphe-Félix Cals, 1859

Pierre-Firmin Martin (Salins-en-Jura (Salins-les-Bains), 17 februari 1817 - 30 september 1891), bijgenaamd Vader Martin, was een Frans kunsthandelaar. Hij was een van de eerste kunsthandelaars die zich specialiseerde in de (pre-)impressionistische schilderkunst.
Als zoon van een landbouwer vestigde hij zich aan de 26 Rue de la Chaussee Clignancourt in Montmartre als een wijnhandelaar. Daarnaast was hij zadelmaker en soms acteerde hij in buurttheaters.
In 1837 trouwde hij met Adele Davy Win, een naaister. Samen met zijn oom Stanislas Cloche opende hij een winkel op 20 Rue de Mogador en specialiseerde zichzelf in de verkoop van schilderijen. Zijn winkel kreeg de bijnaam Circle Mogador. Zo werd hij de verkoper en ondersteuning van vele kunstschilders uit Barbizon en Saint-Simeon. Hij verkocht schilderijen van Cals, Boudin en Jongkind. Maar ook van Lépine, Millet, Pissarro, Ribot, Rousseau, Sisley, Troyon, Corot, Courbet, Daumier, Delacroix, Rousseau en anderen.
In 1859 verhuisde hij van de Rue Mansart naar 52 Rue Laffitte, daarna naar 29 Saint George. Het was op dit adres dat Tassaert hem al zijn schilderijen verkocht.
In 1870 ruilde Monet zijn werk Vue de Bougival samen met vijftig frank met Martin tegen een schilderij van Cézanne.
In 1874 was hij betrokken bij de organisatie van de eerste impressionistische tentoonstelling in de studio van Nadar aan de Boulevard des Capucines.
Martin bediende een groot aantal rijke verzamelaars, waaronder Rouart, Arosa, Dollfuss, Hazard, Chocquet en Doria.
Tijdens een verkoop na zijn dood, in 1899, is zijn nalatenschap van 130 schilderijen verkocht.